# 杉興相
杉 興相（すぎ おきすけ）は、日本の戦国時代の武将。通称は次郎左衛門。大内氏配下。父は杉弘相。子に杉隆宣。周防国の名族杉氏の一門（次郎左衛門家）であるが、その正確な系譜は不明。

## 生涯
杉弘相の子として生まれ、大内義興の偏諱によって「興相」と名乗る。
永正4年（1507年）に大内義興の足利義稙を奉じた上洛に従い、永正6年（1509年）に大内義興が石清水八幡宮に青毛の神馬一疋を寄進した際には馬奉行を務めた。大永2年（1522年）ごろに周防国佐波郡の大前と植松を領した。
また、天文5年（1536年）の興隆寺二月会において大頭役を務めた。